# Xenoperdix
Xenoperdix es un género de perdices, descrito por primera vez en 1994. Está formado por dos especies de perdices africanas que están estrechamente relacionadas con Arborophila torqueola del sudeste asiático.
Ambas especies tienen un plumaje fuertemente barrado y un pico rojo. Xenoperdix se encuentra solo en los bosques de las montañas Udzungwa y las montañas Rubeho de Tanzania. Si bien anteriormente se creía que el género era monotípico (solo contenía Xenoperdix udzungwensis), la población de Rubeho fue reconocida como una especie distinta después de una revisión de sus características moleculares y morfológicas.

## Especies
- Xenoperdix obscuratus (Perdiz de Rubeho)
- Xenoperdix udzungwensis